# PPTC

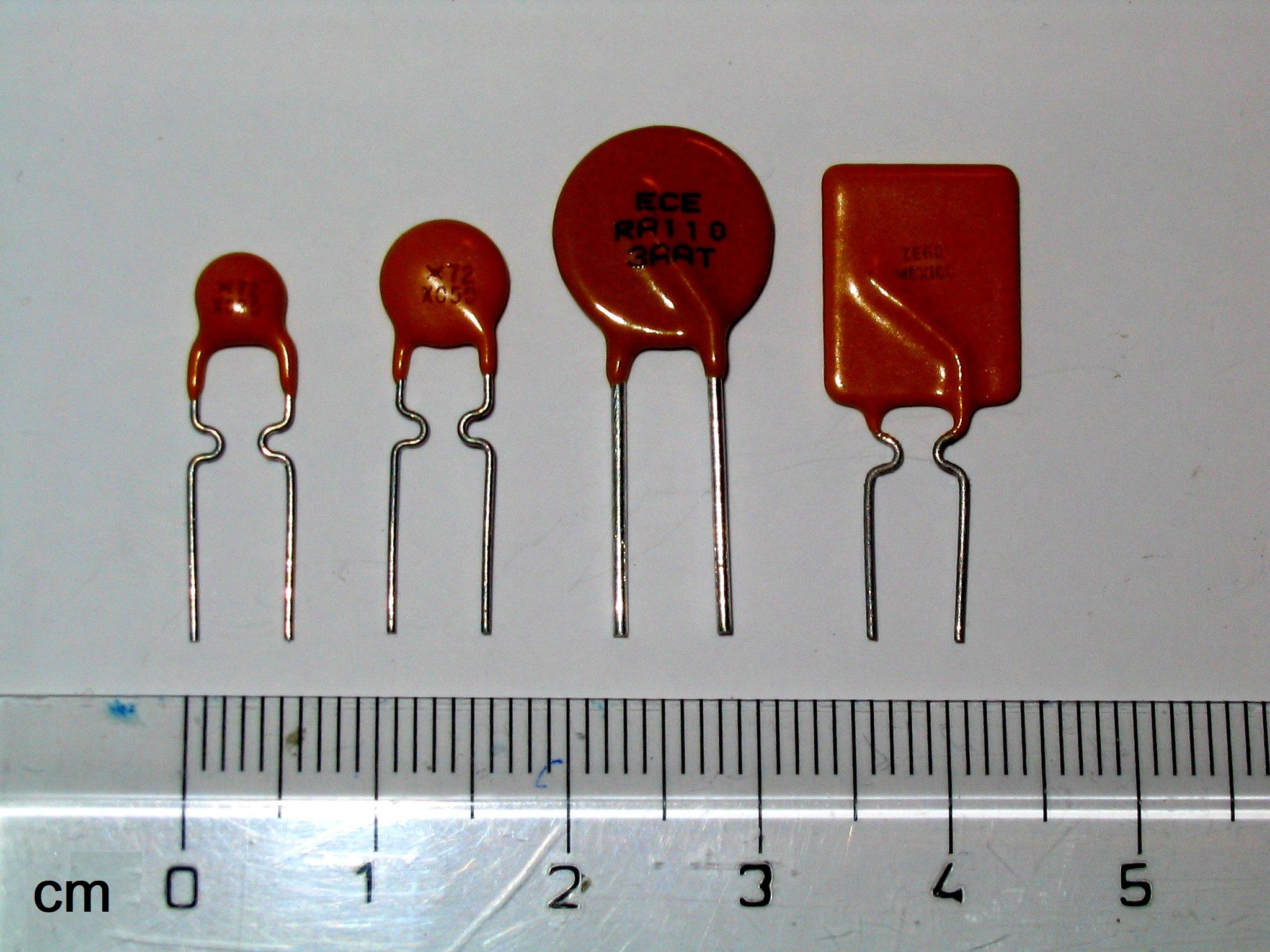
插件式的可恢復保險絲

PPTC（Polymeric Positive Temperature Coefficient），即高分子聚合物正系数温度元件。又稱可復式保險絲（Resettable Fuse）或聚合物保险丝（Polyfuse），在中国大陆的电子业界俗称自恢复保险丝或过流保护片。在西方电子业界多称为Polyswitch，这是泰科電子的产品商标。

## 歷史與市場
PPTC是美商Raychem（现已经并入Tyco Elelctronics）在1981年发明，主要应用在电池、计算机、电机、通讯行业的过电流保护上。目前全球的年市场规模大约4亿美元。其中Tyco Elelctronics市场占有率约65%-70%。

## 材料與作用機制
PPTC核心由高分子材料和导电颗粒制成。两端以镍制成电极。外部包以树脂或塑料薄膜。
在低溫時，聚合物結晶間的導電粒子構成三維網絡，呈導通狀態。當電流過大，致使溫度升高時，體積膨脹，聚合物由結晶態轉為非結晶態，使導電粒子的連繫網絡斷裂，因而不導通或絕緣。當溫度降低，且不再有大電流後，待一小段時間恢復結晶狀態，又可導通。

## 特性與應用

在主板PS/2座后面的贴片PPTC，丝印“P,160”,已用箭头指出。

PPTC特性是在正常电流情况下呈现低电阻，约数毫欧到数欧姆之间。在过电流故障下，电阻急剧升高，从而保护后端电路。由于具有优异的可恢复特性，用于过电流保护时，在故障消除之后，电路可自动恢复到导通状态，省去傳統保險絲熔斷後需更換的不便。

## 主要供應商與商標
PPTC主要的供应商與他們對可復式保險絲所使用的商標或註冊商標有：
- Tyco Elelctronics/Raychem （註冊商標：PolySwitch）
- FUZETEC 富致科技
- Way-on
- Bourns （註冊商標：Multifuse）
- Polytronics （註冊商標：EVERFUSE）
- Littelfuse （註冊商標：POLYFUSE）

上述商標有時可能也當作可復式保險絲的別稱。

## PPTC的选用方法
每一种PPTC都有“耐压”、“耐流”、“维持电流”及“动作时间”等参数。可以根据具体电路的要求并对照产品的参数进行选择。
1. 确定被保护电路正常工作时的最大环境温度、电路中的工作电流、热敏电阻动作后需承受的最大电压及需要的动作时间等参数；
2. 根据被保护电路或产品的特点选择“芯片型”、“径向引出型”、“轴向引出型”或“表面贴装型”等不同形状的热敏电阻；
3. 根据最大工作电压，选择“耐压”等级大于或等于最大工作电压的产品系列；
4. 根据最大环境温度及电路中的工作电流，选择“维持电流”大于工作电流的产品规格；
5. 确认该种规格热敏电阻的动作时间小于保护电路需要的时间；
6. 对照规格书中提供的数据，确认该种规格热敏电阻的尺寸符合要求。

## 另見
- 被動元件
- 电阻
- 無熔絲開關

## 附註與參考資料
1. ↑  此處依據 Tyco 公司的稱呼。 Polymeric 是 Polymer的形容詞，也有寫作 Polymer Positive Temperature Coefficent 的。
2. ↑  .   [2010-12-03]. （原始内容存档于2012-01-10）.